# ألبرتو بوستامانتي بيلاندي
ألبرتو بوستامانتي بيلاندي (12 سبتمبر 1950 في أريكيبا - 7 فبراير 2008 في ليما) سياسي من بيرو. كان رئيس وزراء بيرو رقم 48 ووزير العدل من 1999 إلى 2000 في عهد الرئيس ألبرتو فوجيموري.

## السيرة الشخصية
ولد ألبرتو بوستامانتي في أريكويبا في 12 سبتمبر 1950. درس القانون في الجامعة البابوية الكاثوليكية في بيرو.
أكمل دراسته الجامعية في القانون في الجامعة البابوية الكاثوليكية في بيرو، وتخرج في عام 1973. متخصص في القانون الإداري، وحصل على درجة الماجستير في المؤسسات القانونية من جامعة ويسكونسن في الولايات المتحدة.
بين عامي 1991 و1992 كان عضوًا في لجنة وضع قانون القواعد العامة للإجراءات الإدارية وفي عام 1993 عمل مستشارًا للجان التعليم والعدالة التابعة للمؤتمر التأسيسي الديمقراطي. وهو مستشار للحكومة البيروفية، شارك في اللجنة رفيعة المستوى التي نظرت في القضايا المرفوعة ضد بيرو أمام لجنة البلدان الأمريكية لحقوق الإنسان، وكان جزءًا من الفريق الذي واصل في الخارج قرار بيرو بالانسحاب من الولاية القضائية المثيرة للجدل بين المحكمة الأمريكية لحقوق الإنسان.
كان بوستامانتي أيضًا أستاذًا مشهورًا في الجامعات المحلية مثل الجامعة البابوية الكاثوليكية في بيرو وجامعة العلوم التطبيقية.
شغل منصب رئيس مجلس الوزراء من 10 أكتوبر 1999 إلى 28 يوليو 2000. كما شغل منصب وزير العدل من 13 أكتوبر 1999 إلى نوفمبر 2001.
عمل مستشارًا للجنة العلاقات الخارجية في الكونجرس منذ يوليو 2007. توفي بوستامانتي بنوبة قلبية في مكاتب الكونجرس في 7 فبراير 2008، عن عمر يناهز 57 عامًا.